# Rowsby Woof
Edward Rowsby Woof (Coalbrookdale (Telford and Wrekin), 18 de gener, 1883 - 31 de desembre de 1943) va ser un violinista i pedagog musical anglès.
Era fill d'Edward Woof i la seva dona Sarah (nascuda Rowsby). Va esdevenir professor de violí a la Royal Academy of Music (FRAM) de Londres, i va escriure obres d'instrucció sobre la tècnica del violí i els estudis del violí. Entre els seus alumnes hi havia Arthur Kennedy, Nona Liddell, William Waterhouse, Frederick Grinke, Jean Pougnet, Priaulx Rainier, Rosemary Rapaport, Sidney Griller, Peter Mountain, Colin Sauer i Felix Kok.

## Carrera
A partir d'informació en prospectes de la "Royal Academy of Music".
- - Sub-professor de violí: 1904-1905

Woof va rebre la medalla de bronze per a violí de la "Royal Academy of Music" el 1904, la medalla de plata per a violí el 1905 i el premi Dove el 1906. El 1907, va fer el seu debut al "Bechstein Hall" (ara Wigmore Hall).
- - Professor de violí: 1909-1939
  - Professor de viola: 1912-1939
  - Classes de conjunt: 1914-1923

## Vida personal
El 1911, Woof es va casar amb Victoria Mary Fox, una professora de música. No van tenir fills. Va morir el 31 de desembre de 1943.

## Llegat
El Premi Rowsby Woof per als estudiants de violí de la Reial Acadèmia de Música, fundat per la seva dona el 1944, es va atorgar anualment entre els anys 1945 i 1963. El tauler de premis que enumera els guardonats es va afegir a la col·lecció del Museu RAM el 2011. Els destinataris inclouen Colin Sauer (1945), Clarence Myerscough (1952), Brendan O' Reilly (1956) i John Georgiadis (1959) del "Gabrieli String Quartet", i Roy Malan (1963), concertista fundador de la "San Francisco Ballet Orchestra".
Rowsby Woof apareix al Llibre del record dels músics a la capella del músic a "St Sepulchre-without-Newgate".

## Obres seleccionades
Composicions

- Diamond Jubilee, cançó infantil, paraules de[10] S. R. W.,[10] R.Cocks & Co.: Londres [1897]
- Reverie, per a violí i piano, C. Woodhouse: Londres, 1909
- Little Waltz en primera posició, per a violí i piano, C. Woodhouse: Londres, 1910
- Scherzo, per a violí i piano, C. Woodhouse: Londres, 1910
- Scherzo, per a piano, Cary & Co.: Londres, 1912
- Swinging, per a violí i piano, Cary & Co.: Londres, 1913
- Forsaken, per a violí i piano. Cary & Co.: Londres, 1914
- The North Wind, per a violí i piano, J. Williams: Londres, 1919
- A Romp, per a violí i piano, J. Williams: Londres, 1919
- Four Fancies, per a violí i piano. I Caprice II Romance III Minuet IV In church, Anglo-French Music Co.: Londres, 1920
- Valse Capriccio, per a violí i piano, J. Williams: Londres, 1927

Arrengaments

- Bach, J. S.: Largo and Allegro, arr. violí & piano
- Paganini, N. Caprice, arr. violí & piano [1922]
- Geminiani, F.: Sonata Op.4 No. 10, Two Minuets [1927]

Treballs didàctics

- La primera posició Sis peces curtes per a principiants per a violí. Anglo-francès Music Co.: Londres, 1910
- Tècnica i interpretació en el violí [1920] ISBN 978-1-406-79686-5
- Trenta estudis de dificultat moderada per a violí ISBN 978-1-854-72080-1
- Cinquanta estudis elementals per a violí ISBN 978-1-854-72401-4
- Llibre oficial d'escales i arpegis per a violí ed. R. Woof, Junta associada de les Royal Schools of Music : Londres, 1922